# Beasain
Beasain település Spanyolországban, Baszkföldön, Gipuzkoa tartományban. Beasain Ormaiztegi, Ezkio-Itsaso, Azpeitia, Beizama, Bidania-Goiatz, Itsasondo, Ordizia, Lazkao, Olaberria és Idiazabal községekkel határos. Lakosainak száma 13 961 fő (2024).

## Népesség
A település lakosságának változását az alábbi diagram mutatja:
| Lakosok száma | 12 144 | 12 442 | 12 682 | 13 557 | 13 717 | 13 812 | 13 949 | 13 880 | 13 949 | 13 961 |
|               | 2001   | 2004   | 2006   | 2009   | 2011   | 2014   | 2016   | 2019   | 2021   | 2024   |

## Gazdasága
Itt található a CAF járműgyár központja.